# Uniqa Classic
La Uniqa Classic era una corsa a tappe maschile di ciclismo su strada che si disputò in Austria ogni anno dal 1953 al 2005. Nel 2005 fece parte del calendario dell'UCI Europe Tour come evento di classe 2.1.
Creata nel 1953 come Vienna-Rabenstein-Gresten-Vienna (de. Wien-Rabenstein-Gresten-Wien), nel 2001 cambiò denominazione assumendo quella del principale sponsor, la società di assicurazioni Uniqa.

## Albo d'oro
Aggiornato all'edizione 2005.
| Anno | Vincitore            | Secondo               | Terzo                 |
| ---- | -------------------- | --------------------- | --------------------- |
| 1953 | Frank Becksteiner    | Hans Lehninger        | Anton Durdik          |
| 1954 | Adolf Christian      | Stefan Mascha         | Franz Wukitsevits     |
| 1955 | Richard Durlacher    | Stefan Mascha         | Paul Fülöp            |
| 1956 | Adolf Christian      | Josef Andre           | Roland Hörmann        |
| 1957 | Heinz Klöckl         | Kurt Schweiger        | Walter Müller         |
| 1958 | Walter Müller        | Richard Durlacher     | Stefan Mascha         |
| 1959 | Kurt Schweiger       | Stefan Mascha         | Arnold Ruiner         |
| 1960 | Félix Damm           | Erwin Kriz            | Kurt Schweiger        |
| 1961 | Klaus Ampler         | Kurt Schattelbauer    | Günther Lörke         |
| 1962 | Walter Müller        | Peter Deimböck        | Gerhard Frank         |
| 1963 | Kurt Schattelbauer   | Günther Lörke         | Hans Furian           |
| 1964 | Kurt Schweiger       | Walter Müller         | Bernd Eckstein        |
| 1965 | Robert Csenar        | Ludwig Kretz          | Karl Dovits           |
| 1966 | Siegfried Huster     | Rolf Eberl            | Dieter Mickein        |
| 1967 | Roman Humenberger    | Christian Frisch      | Franz Inthaler        |
| 1968 | Rudolf Kretz         | Karl Peterka          | Franz Inthaler        |
| 1969 | Vlado Hajtmann       | Ján Svorada           | Karol Patek           |
| 1970 | Manfred Dähne        | Dieter Grabe          | Robert Csenar         |
| 1971 | Roman Humenberger    | Rolf Eberl            | Heinz Oberst          |
| 1972 | František Kondr      | Petr Matousek         | Milos Krejci          |
| 1973 | Franz Inthaler       | Georg Postl           | Wolfgang Priglhofer   |
| 1974 | Wolfgang Steinmayr   | Siegfried Denk        | Hans Königshofer      |
| 1975 | Rudi Mitteregger     | Siegfried Denk        | Pavel Galik           |
| 1976 | Roman Humenberger    | Franz Reindl          | Michal Klasa          |
| 1977 | Hans Summer          | Bojan Ropret          | Oswald Kircher        |
| 1978 | Vendolin Kvetan      | Herbert Spindler      | Reinhard Waltenberger |
| 1979 | Hans Summer          | Léo Karner            | Rui Mitteregger       |
| 1980 | Johann Lienhart      | Hans Summer           | Karl Krenauer         |
| 1981 | Christian Pail       | Reinhard Waltenberger | Peter Muckenhuber     |
| 1982 | Helmut Wechselberger | Peter Muckenhuber     | Johann Traxler        |
| 1983 | Reinhard Popp        | Peter Muckenhuber     | Karl Krenauer         |
| 1984 | Franz Spilauer       | Erich Jagsch          | Norbert Huber         |
| 1985 | Johann Lienhart      | Herbert Seidl         | Albert Hainz          |
| 1986 | Ondrej Glajza        | Andreas Blümel        | Kurt Schmied          |
| 1987 | Johann Lienhart      | Roland Königshofer    | Josef Müller          |
| 1988 | Albert Hainz         | Dietmar Hauer         | Peter Lammer          |
| 1989 | Albert Hainz         | Dietmar Hauer         | Roland Königshofer    |
| 1990 | Dietmar Hauer        | Valter Bonca          | Roman Kreuziger       |
| 1991 | Roman Kreuziger      | Valter Bonca          | Peter Luttenberger    |
| 1992 | Andreas Langl        | Peter Luttenberger    | Lars Johnsen          |
| 1993 | Georg Totschnig      | Dietmar Hauer         | Jan Ullrich           |
| 1994 | Franz Stocher        | Roland Königshofer    | Lars Johnsen          |
| 1995 | Andreas Lebsanft     | Heinz Marchel         | Thomas Liese          |
| 1996 | Léon van Bon         | Adri van der Poel     | Paolo Voltolini       |
| 1997 | Roberto Pistore      | Stefan Kjaergaard     | Mathias Buxhofer      |
| 1998 | Niki Aebersold       | Marcel Renggli        | Mathias Buxhofer      |
| 1999 | Maurizio Vandelli    | Sven Montgomery       | Timothy Jones         |
| 2000 | Maurizio Vandelli    | Hannes Hempel         | Fred Rodriguez        |
| 2001 | Maurizio Vandelli    | Jürgen Pauritsch      | Georg Totschnig       |
| 2002 | Adam Homolka         | Christian Wegmann     | Devis Miorin          |
| 2003 | Roger Hammond        | Gerhard Trampusch     | Pedro Horrillo        |
| 2004 | Kjell Carlström      | Michail Timošin       | Matej Jurčo           |
| 2005 | Bram de Groot        | Murilo Fischer        | Enrico Gasparotto     |